# Proliferatie (celbiologie)

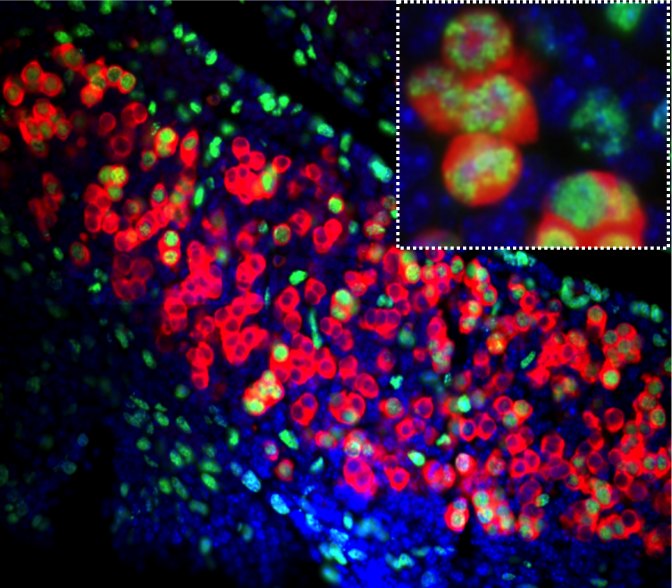
Microscopische opname van prolifererende kiembaancellen in de gonade van een muis

Celproliferatie is het proces waarbij cellen zich vermenigvuldigen door middel van mitotische celdeling. Proliferatie volgt meestal een exponentiële lijn, en is een fundamenteel fenomeen voor weefselgroei en de normale ontwikkeling van meercellige organismen.
Voor celproliferatie is zowel celgroei als celdeling nodig. Celdeling kan plaatsvinden zonder celgroei; in dit geval zullen er steeds kleinere cellen worden gevormd (zoals bij de klievingsdelingen van een embryo). Ook kan celgroei plaatsvinden zonder celdeling; hierbij ontstaat een grote cel met veel cytoplasma (zoals bij groei van neuronen). Celproliferatie is dus niet hetzelfde als celgroei of celdeling, hoewel deze termen soms door elkaar worden gebruikt.
In eukaryoten wordt celproliferatie strikt gereguleerd door nauwkeurig afgestemde genexpressie en feedbackmechanismen. Groeifactoren en andere stimulerende signaalmoleculen kunnen binnen de cel een signaalroute in gang zetten die de cel aanzet tot snelle proliferatie. Wanneer cellen hun proliferatie niet kunnen controleren of afremmen, kan dit aanleiding geven tot tumorvorming.

## Coördinatie van groei en deling
Tijdens de proliferatie van cellen moeten celgroei en celdeling allebei met de juiste snelheid plaatsvinden, om ervoor te zorgen dat een cel voor iedere deling in grootte is verdubbeld. Als de cellen te langzaam groeien, worden ze kleiner bij iedere deling, maar als ze te snel groeien, worden ze groter bij iedere deling. Hoe cellen hun groei en deling op elkaar afstemmen is nog niet geheel opgehelderd, maar waarschijnlijk hangt dit af van meerdere mechanismen die tussen organismen en celtypen verschillen.
Voor de ontwikkeling van een weefsel staan celgroei en deling soms vrijwel los van elkaar. Spiercellen en zenuwcellen kunnen bijvoorbeeld nog lange tijd doorgroeien nadat ze de celcylus hebben verlaten. Ook de eicellen van veel dieren kunnen een enorme grootte bereiken voordat ze klaar zijn om bevrucht te worden. Na bevruchting is de situatie omgekeerd: er vinden dan alleen maar delingen (klievingen) plaats zonder dat het embryo toeneemt in grootte.